# میخائیل آگایف
میخائیل آگایف (انگلیسی: Mikhail Ageyev؛ زادهٔ ۲۲ آوریل ۲۰۰۰) بازیکن فوتبال اهل روسیه است که در پست مهاجم نوک حمله برای باشگاه فوتبال متالورگ لیپتسک بازی می‌کند.
وی همچنین در تیم‌های ملی فوتبال زیر ۱۶ سال, زیر ۱۷ سال, زیر ۱۸ سال و زیر ۱۹ سال روسیه  بازی کرده است.